# تصميم صفحات الإنترنت دون استخدام جداول HTML
هي طريقة ونهج لتطوير، وتصميم صفحات الإنترنت أو تخطيطها بدون استخدام جداول لغة ترميز النص الفائق لتخطيط الصفحة.بدلاً من جداول HTML ولغات تننسيق الصفحة مثل CSS والتي تستخدم لترتيب العناصر والنص على الصفحة.
في أواخر التسعينيات، عندما ازدهرت الدوت كوم أدى ذلك إلى النمو السريع في الإعلام الجديد من إنشاء الصفحة على شبكة الإنترنت وتصميمها وبدأت هناك إتجاهات لاستخدام جداول HTML وصفوفها وأعمدتها وخلاياها للسيطرة على تصميم صفحات الويب.

## الأساس المنطقي
HTML مصمم أصلاً كلغة الدلالات الترميزية التي تهدف لتبادل الوثائق والبحوث العلمية على الإنترنت، ولكن مع توسع شبكة الإنترنت أصبح الإعلام أكثر توجهاً ومصممي الغرافيك بحثوا عن سُبل للسيطرة على المظهر المرئي لعرض صفحات الويب.
العديد من صفحات الويب تم تصميمها بالجداول المتداخلة مما أدى إلى وثائق HTML كبيرة مع أبسط تنسيق. وبهذا تصبح محتويات الصفحة إلى حد ما مختلطة وغير قابلة للوصول.

## المميزات

### قابلية الوصول
بسبب النمو السريع للإنترنت وزيادة استخدام الهواتف النقالة وأجهزة المساعد الرقمي أصبح من الضروري لمحتوى الويب أن يكون في متناول جميع المستخدمين وأن يشغل مجموعة واسعة من الأجهزة مثل : هاتف محمول و حاسوب كفي
أيضاً قابلية الوصول لذوي الاحتياجات الخاصة والبرامج المستخدمة في تصفح الويب مثل قارئ الشاشة وأدوات برايل التي ينتج عنها أخطاء أقل إذا لم تستخدم جداول لغة ترميز النص الفائق في تصميم الصفحة لأنها تتبع بنية منطقية.

### تقليل كمية البيانات التي تنتقل خلال فترة معينة من الزمن bandwidth
وذلك لأن كثير من الجداول كانت تستخدم فقط لتخطيط الصفحة يعني كثيراً من td—tr—table فضلا عن المحتوى نفسه ، استبدل هذه
الأكواد ب div tag وبعض التنسيقات يقلل من وزن الصفحة ويساعد على التحميل السريع للصفحة والتي يعد bandwidth من الموارد المهمة فيها.

### فصل المحتوى عن العرض لأغراض الصيانة
كانت الجداول سابقاً جزء من التنسيق الأساسي للصفحة وكان التعديل في نمط معين يلزم التغيير في خصائص الجدول ,أما بهذة الطريقة فالتعديل
سهل عن طريق إضافة أو تعديل أنماط css والتي تكون غالباً منفصلة عن المحتوى.

### سرعة عرض وتحميل الموقع على المتصفح
عندما يكون تخطيط الصفحة الرئيسي عبارة عن جدول، يعرض الجدول بعد تحميل كافة محتوياته، وربما تكون محتوياته كثيرة! بعكس عندما تخطط وتقسم ب div tag لذا يلاحظ أن المواقع بالطريقة الجديدة أسرع بالتحميل على المتصفح.

## استخدام الجداول الأول
بسبب مصطلح «تصميم مواقع الإنترنت بدون استخدام جداول HTML» فسر البعض هذه الإستراتيجية كنبذ غير مشروط لجميع الجداول في تصميم صفحات الإنترنت. هذا جعل البعض يتجنب إدراج ووضع الجداول حتى في مكانها المناسب.

## وصلات خارجية
Position Is Everything
W3C Tableless layout HOWTO
13 Reasons Why CSS Is Superior to Tables in Website Design
In defence of layout tables
Three column tableless layout example